# Horváth János Antal
Horváth János Antal (Budapest, 1993. október 28. –) magyar drámaíró, forgatókönyvíró, rendező, dramaturg.

## Életpályája
2013-2018 között a Színház- és Filmművészeti Egyetem hallgatója volt, filmdramaturg szakon. 2018-2021 között a Pesti Magyar Színházban dolgozott. 2024-ben a Loupe Színházi Társulás alapító tagja Lovas Rozival, Lengyel Tamással és Molnár Áronnal.

### Magánélete
Felesége Lovas Rozi színésznő, akivel 2020-ban házasodtak össze. 2020. május 14-én megszületett fiuk: Horváth János Misa. 2022 februárjában megszületett kislányuk: Izabella Mária.

## Rendezői munkássága
- A kezdet/vége (2024)
- 4:12 (2024)
- Bármi lehetséges, ha elég erősen gondolsz rá (2023)
- Becsapódás (2023)
- Kutyabaj (2023)
- Az eszméimet nem cserélem (2022)
- Liliomfi (2021)
- Árvák (2021)
- Az ajándék (2021)
- Tiszavirág (2021)
- Kicsi (2020)
- Rozsda avagy Minden vérünk benne szárad (2019)
- Gyilkosok éjszakája (2016)
- Kitolás – Lengyel Tamás előadói estje
- Segítség, építkezem!
- Lányok, fiúk

## Írói munkássága
- A kezdet/vége (2024)
- Becsapódás (2023)
- Az ABC küldetés (2022)
- Az ágy közös, a párna... avagy hányszor kell még elmondanom? (2018)
- Shadows (2016)
- Férfiak, nők és férfiak (2016)

## Forgatókönyvírói munkássága
- Szép csendben (2019)
- A mi kis falunk (2019–2020)

## Díjai és elismerései
- Örkény István drámaírói ösztöndíj (2019, 2020, 2021[12])
- Kortárs Magyar dráma díj (2024)[13]
- Prológ-díj (2024)[14]